# Mondegodon
Mondegodon es un género extinto de "mesoniquio" basal que vivió en Portugal, durante el Eoceno temprano (era del Neustriano). Es conocido a partir del holotipo – UNLSNC-19, y otras partes del dentario, recuperados de la localidad de Silveirinha, Portugal. Fue nombrado por Rodolphe Tabuce, Julien Clavel y Miguel Telles Antunes en 2011 y la especie tipo es Mondegodon eutrigonus. El nombre del género se deriva de "Baixo Mondego", la región donde se localiza Silveirinha; y odon del griego para "diente" por analogía con los nombres de géneros de los trisodóntidos. El nombre de la especie se deriva del prefijo eu en griego "bueno", y el latín trigonus, "tres esquinas" en referencia al notable patrón tricúspide de los molares superiores.